# Varga Magda
Varga Magda (Mogyoród, 1922. január 22. – Budapest, 2015. február 24.) magyar opera-énekesnő (drámai mezzoszoprán), a debreceni Csokonai Színház örökös tagja, operatársulatának haláláig meghatározó alakja, érdemes művész. Cserhalmi György Kossuth-díjas színész édesanyja.

## Élete
Édesapja lelkész volt. Varga Magda tanítóképzőt és pedagógiai főiskolát (1945) végzett, az 1940-es évek második felében tanítónőként dolgozott, közben magánúton énekelni tanult. Tanárai közt dr. László Géza és Posszert Emília is megtalálható.
1950-ben az Állami Népi Együttes, 1951-től 1956-ig a Magyar Állami Operaház kórusában énekelt, s a Gördülő Opera társulatával is szerepelt.
1956-ban a négy éve alakult debreceni operatársulatba hívta Blum Tamás, ahol a lassan előrehaladó budapesti karrier helyett rögtön főszerepekhez juthatott. Gertrudis királyné
(Erkel Ferenc: Bánk bán) szerepében debütált.
1958-ban énekelte először Carment, s énekesi pályája 1978 végéig ez volt legkedveltebb, legsikeresebb szerepe.
1978-tól 1993-ig újra tanított, de immár hangképzést, színpadi játékot a Zeneakadémia debreceni tagozatán.
1997-ben prózai szerepekre hívta Czeizel Gábor, s így új oldalról ismerhette meg a közönség.
A Színházi adattárban regisztrált bemutatóinak száma: 66. Ugyanitt egy színházi fotón is látható.

## További szerepei
ősbemutató
- Csenki Imre: A bajusz – cigány menyecske
- Pongrácz Zoltán: Odysseus és Nausikaa – Lachesis

egyéb
- Rossini: Olasz nő Algírban – Isabella
- Verdi: Aida – Amneris
- Verdi: A trubadúr – Azucena
- Amilcare Ponchielli: La Gioconda – a vak asszony
- Kodály Zoltán: Székely fonó – háziasszony
- Ifj. Johann Strauss: A cigánybáró – Mária Terézia
- Erkel Ferenc: Bánk bán – Gertrudis

## Díjai
- 1973 SZOT-díj
- 1974 Érdemes művész
- A debreceni Csokonai Színház örökös tagja
- 2008 Csokonai-díj